# 大久保絵里
大久保 絵里（おおくぼ えり、女性、1983年6月2日 - ）は、日本のマラソン選手。東京都出身。
東京都八王子高等学校卒業。
（02－）豊田自動織機
（07－）アミノバイタルAC
（10－）セカンドウィンドAC
（13－）ミキハウス
（16－）ファイバーゲート

## 経歴
2011年
5月のストックホルムマラソン2位など、国際大会での実績も高く注目されている。
2012年
東京マラソン2012では、残り3キロまではアフリカ勢を圧倒する走りで独走し、日本人トップの4位となった。
2013年
4月よりミキハウスに移籍し、リオ五輪を目指し心機一転、始動した。
ロンドン五輪マラソン代表の藤原新と同じマネジメント会社のクロスブレイスに所属
ランニングポータルサイト ジョッグ！内にてブログをスタート。
7月のゴールドコーストマラソンにて一年四か月振りにフルマラソンを完走し、再スタートを切った。

## 戦歴
ハーフマラソン
- 2011年 一関ハーフマラソン　1時間11分22秒 優勝
- 2012年 ぎふ清流ハーフマラソン　1時間13分26秒 3位

フルマラソン
- 2004年8月29日 北海道マラソン　2時間45分06秒　11位
- 2004年10月17日 北京マラソン　2時間49分49秒　37位
- 2007年3月4日 香港マラソン　2時間46分19秒　6位
- 2007年11月18日 東京国際女子マラソン　2時間40分12秒　10位
- 2008年6月29日 コナマラソン　2時間57分15秒　1位
- 2008年11月16日 東京国際女子マラソン　2時間58分57秒　64位
- 2009年3月22日 東京マラソン　2時間48分13秒　17位
- 2009年11月23日 大田原マラソン　2時間36分27秒　1位
- 2010年3月14日 名古屋国際女子マラソン　2時間35分34秒　14位
- 2010年4月11日 パリマラソン　2時間38分52秒　11位
- 2010年10月10日 北上マラソン　2時間46分40秒
- 2010年12月12日 ホノルルマラソン　2時間47分14秒　6位
- 2011年3月20日 ロサンゼルスマラソン　2時間42分48秒　9位
- 2011年5月28日 ストックホルムマラソン　2時間38分58秒　2位
- 2011年9月25日 ベルリンマラソン　2時間28分49秒　9位
- 2011年12月11日 ホノルルマラソン　2時間34分10秒　6位
- 2012年2月26日 東京マラソン　2時間26分08秒　4位
- 2013年7月7日　ゴールドコーストエアポートマラソン　2時間39分14秒　5位
- 2013年11月17日 横浜国際女子マラソン 2時間40分02秒　9位